# Silene hoefftiana
Silene hoefftiana är en nejlikväxtart som beskrevs av Fisch. och Carl Anton von Meyer. Silene hoefftiana ingår i släktet glimmar, och familjen nejlikväxter. Inga underarter finns listade i Catalogue of Life.